# Zatajony Miesiąc

Herb Zatajony Miesiąc według Chrząńskiego i Żernickiego

Herb Zatajony Miesiąc według Ostrowskiego

Zatajony Miesiąc (Domaradzki, Miesiąc Zatajony) – polski herb szlachecki.

## Opis herbu
Opis z wykorzystaniem zasad blazonowania, zaproponowanych przez Alfreda Znamierowskiego:
W polu zielonym podkowa srebrna, w której półksiężyc złoty.
Klejnot nieznany.
W wieku XVI, z którego pochodzą pierwsze wzmianki o herbie, nie znano jego barw ani nazwy. Rekonstrukcja tych elementów pochodzi od Tadeusza Gajla, który posiłkował się herbarzem Kaspra Niesieckiego (nazwa Domaradzki) i Chrząńskiego (barwy, nazwa Miesiąc Zatajony).
Według Juliusza Karola Ostrowskiego, opisany tu herb jest odmianą herbu Miesiąc Zatajony (sub Domaradzki). Właściwy herb Miesiąc Zatajony miał mieć według niego pole błękitne, gwiazdę nad półksiężycem i trzy pióra strusie w klejnocie. Tu przyjmujemy ustalenia Tadeusza Gajla, który herb z polem błękitnym nazywa Zatajony Miesiąc II (Dolibowski). Również Józef Szymański skłania się ku opinii, że herb z samym półksiężycem, to właściwy herb Zatajony Miesiąc (autor nie podjął się jednak rekonstrukcji barw herbu).

## Najwcześniejsze wzmianki
Bezbarwny wizerunek herbu pojawia się po raz pierwszy w Panoszy Bartosza Paprockiego (1575). Nazwę herbu przekazuje dopiero Orbis Poloni Okolskiego i herbarz Niesieckiego (tu jako Domaradzki). Barwy tego herbu pojawiają się dopiero w Tablicach odmian herbowych Chrząńskiego.

### Legenda herbowa
Kasper Niesiecki przytacza legendę wiążącą początek herbu Zatajony Miesiąc z herbem Jastrzębiec:

(...) ztąd nabyty że Jastrzębczyk ktoryś, coś znacznego, uczynił, gdy księżyc na nowiu świecił.

## Herbowni
Herb ten był herbem własnym, więc przysługiwał tylko jednemu rodowi herbownych: Domaradzki.

## W kulturze
Spopularyzowany jako herb pana Snitki z Pana Wołodyjowskiego Henryka Sienkiewicza, chociaż według Nałęcza-Małachowskiego Snitowscy używali herbu wymienianego przez Tadeusza Gajla jako Zatajony Miesiąc II, zaś Snitkom przysługiwały według Gajla tylko Suchekomnaty.